# ADAMDEC1
ADAMDEC1 (англ. ADAM like decysin 1) – білок, який кодується однойменним геном, що розташований у людей на 8-й хромосомі. Довжина поліпептидного ланцюга білка становить 470 амінокислот, а молекулярна маса — 52 775.
| 10         |  | 20         |  | 30         |  | 40         |  | 50         |
| ---------- |  | ---------- |  | ---------- |  | ---------- |  | ---------- |
| MLRGISQLPA |  | VATMSWVLLP |  | VLWLIVQTQA |  | IAIKQTPELT |  | LHEIVCPKKL |
| HILHKREIKN |  | NQTEKHGKEE |  | RYEPEVQYQM |  | ILNGEEIILS |  | LQKTKHLLGP |
| DYTETLYSPR |  | GEEITTKPEN |  | MEHCYYKGNI |  | LNEKNSVASI |  | STCDGLRGYF |
| THHHQRYQIK |  | PLKSTDEKEH |  | AVFTSNQEEQ |  | DPANHTCGVK |  | STDGKQGPIR |
| ISRSLKSPEK |  | EDFLRAQKYI |  | DLYLVLDNAF |  | YKNYNENLTL |  | IRSFVFDVMN |
| LLNVIYNTID |  | VQVALVGMEI |  | WSDGDKIKVV |  | PSASTTFDNF |  | LRWHSSNLGK |
| KIHDHAQLLS |  | GISFNNRRVG |  | LAASNSLCSP |  | SSVAVIEAKK |  | KNNVALVGVM |
| SHELGHVLGM |  | PDVPFNTKCP |  | SGSCVMNQYL |  | SSKFPKDFST |  | SCRAHFERYL |
| LSQKPKCLLQ |  | APIPTNIMTT |  | PVCGNHLLEV |  | GEDCDCGSPK |  | ECTNLCCEAL |
| TCKLKPGTDC |  | GGDAPNHTTE |  |            |  |            |  |            |

A: Аланін

C: Цистеїн

D: Аспарагінова кислота

E: Глутамінова кислота

F: Фенілаланін

G: Гліцин

H: Гістидин

I: Ізолейцин

K: Лізин

L: Лейцин

M: Метіонін

N: Аспарагін

P: Пролін

Q: Глутамін

R: Аргінін

S: Серин

T: Треонін

V: Валін

W: Триптофан

Кодований геном білок за функціями належить до гідролаз, протеаз, металопротеаз. 
Задіяний у такому біологічному процесі, як альтернативний сплайсинг. 
Білок має ділянку для зв'язування з іонами металів, іоном цинку. 
Секретований назовні.